# Armand Fallières
Pour les articles homonymes, voir Fallières.
Armand Fallières, né le 6 novembre 1841 à Mézin (Lot-et-Garonne) et mort le 22 juin 1931 à Villeneuve-de-Mézin (Lot-et-Garonne), est un homme d'État français, président de la République française de 1906 à 1913.
Ministre dans plusieurs gouvernements entre 1882 et 1892, il est nommé président du Conseil en 1883, mais son gouvernement dure moins d'un mois.
Devenu président du Sénat en 1899 après l'élection d'Émile Loubet à l'Élysée, il est élu chef de l’État en 1906, succédant à nouveau à celui-ci. À l’issue de son septennat, il ne sollicite pas un second mandat présidentiel et se retire des affaires publiques.

## Biographie

### Situation personnelle

#### Origines familiales
Clément Armand Fallières est issu d'une famille de propriétaires ruraux de l'Albret, localisée à Mézin (Lot-et-Garonne). Son grand-père paternel, Joseph Fallières (1781-1866), est forgeron, tandis que son père, Pierre Fallières (1810-1874), occupe la fonction de géomètre-arpenteur. Pierre Fallières est marié à Marie-Magdeleine Sérizac. Lorsque son beau-père, M. Sérizac, prend sa retraite, Pierre Fallières le remplace en tant que greffier de la justice de paix de Mézin.
Armand Fallières naît dans la maison de son grand-père, forgeron, située à proximité de l'église Saint-Jean-Baptiste de Mézin. La maison obstrue la vue sur la place et entrave l'entrée des fidèles : en conséquence, elle est achetée par la Fabrique en 1872, puis immédiatement démolie. Une gravure ancienne réalisée par l'abbé Barrère offre une reproduction de cette maison. M. Lafitte, secrétaire de la mairie de Mézin, récupère tous les matériaux de la maison et se fait construire, sur la route de Conlom, une habitation à peu près à l’identique.
Après la vente de leur maison, les parents Fallières habitent dans une maison dont ils ont hérité d'une de leurs cousines, Mme Larroze. C'est dans ce nouveau logis situé sur le boulevard de Tartas, presque en face la poste, qu'ils finissent leur vie.

#### Enfance et études
Armand Fallières est baptisé le 8 novembre 1841 en l'église Saint-Jean-Baptiste de Mézin. Le parrain est Clément Larroze, et la marraine Marie-Luce Sérizac.
Armand Fallières commence à étudier avec M. Bergès, ancien directeur du collège de Mézin, qui est devenu professeur privé dans la rue du Pont. Par la suite, il devient élève externe au collège de Mézin, puis poursuit ses études au lycée Guez de Balzac d'Angoulême, où il obtient son baccalauréat ès lettres à dix-huit ans. Ensuite, il se rend à Bordeaux pour préparer son baccalauréat ès sciences, en résidant dans une pension. Il étudie avec M. Jaboul, fils d’un colonel de gendarmerie à Poitiers qui deviendra préfet d'Indre-et-Loire.
En 1860, il entreprend une année d'études de droit à Paris mais échoue. Ne considérant pas son fils suffisamment investi dans ses études, son père l’envoie à Toulouse, où il s'installe rue Saint-Rome. Après avoir obtenu de bons résultats, il est autorisé à retourner à Paris, où il décroche sa licence de droit.

#### Carrière professionnelle
Après ses études, Armand Fallières devient avocat à Nérac.

#### Vie privée et familiale
Le 14 janvier 1868, Armand Fallières épouse, au cours d'une cérémonie civile se tenant à la mairie de Nérac, Jeanne Bresson (1849-1939). Le couple a deux enfants : Anne-Marie Fallières (1874-1962) et André Fallières (1875-1968)[réf. souhaitée].
Sa fille épouse en 1908 Jean Lanes (1859-1940), chef de cabinet du président du Sénat puis secrétaire général de la présidence de la République française sous Armand Fallières.

### Élu local
En 1868, Armand Fallières est élu membre du conseil municipal de Nérac, dont il devient maire en 1871. Il est révoqué après la chute de Thiers, le 24 mai 1873.
En mai 1877, Fallières devient à nouveau maire de Nérac. Il occupe à nouveau cette fonction brièvement, jusqu'en septembre, soit quatre mois après son investiture municipale.

### Député de Lot-et-Garonne

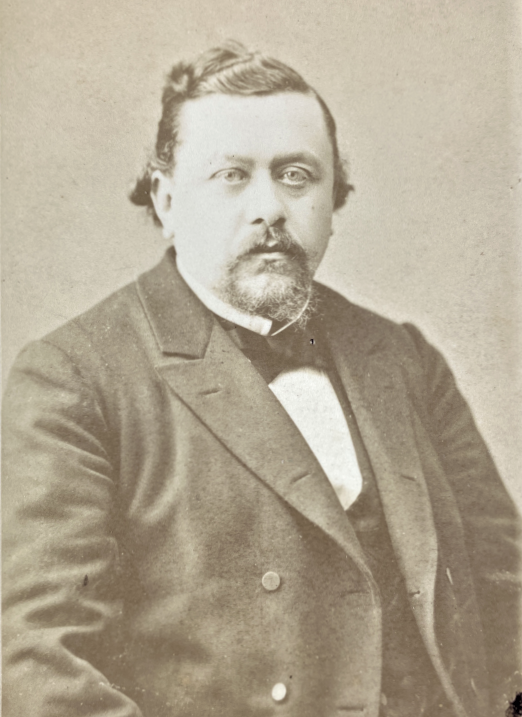
Portrait d’Armand Fallières alors qu'il est parlementaire.

Le 20 février 1876, il est élu député de l’arrondissement de Nérac, en Lot-et-Garonne, par 8 376 voix (14 927 votants et 17 945 inscrits), contre 6 442 voix à M. Caupenne, candidat bonapartiste. Il siège à la Chambre des députés parmi les républicains de gauche.[réf. souhaitée]
Il vote contre l'amnistie plénière et pour la proposition Gatineau.
Le 18 mai 1877, il fait partie des 363 parlementaires de la majorité qui votent la motion de censure contre le duc de Broglie. C’est la Crise du 16 mai 1877, qui conduit à la dissolution de la Chambre des députés par le Sénat le 24 juin 1877.De nouvelles élections eurent lieu le 14 octobre 1877. Les 363 députés furent réélus jusqu'à concurrence de 333, dont Armand Fallières par 8 961 voix (15 690 votants, 18 758 inscrits), contre 6 619 à M. C. Dollfus, ancien député au Corps législatif, candidat officiel. M. Dollfus était le gendre du baron Haussmann.
Armand Fallières vote pour le ministère Dufaure, pour le retour de l'Assemblée à Paris, pour l'élection de Jules Grévy à la présidence de la République, pour l'article 7 de la loi sur l'enseignement supérieur.
Dans sa troisième législature, Fallières vote en faveur du rétablissement du scrutin d'arrondissement (11 février 1889), pour l'ajournement indéfini de la révision de la constitution (chute du ministère Floquet), pour les poursuites contre trois députés membres de la Ligue des patriotes pour le projet de loi Lisbonne restrictif de la liberté de la presse, pour les poursuites contre le général Boulanger.

### Membre du gouvernement
En mai 1877, Fallières devient à nouveau maire de Nérac. Il occupe à nouveau cette fonction brièvement, jusqu'en septembre, soit quatre mois après son investiture municipale.
Il entre au gouvernement en tant que secrétaire d'État à l'Intérieur dans les cabinets de Freycinet et Ferry, puis ministre de l'Intérieur du 7 août 1882 au 29 janvier 1883 dans le cabinet Duclerc.
Le 29 janvier 1883, il est appelé par le président Grévy, de sorte à diriger un gouvernement, dont il prend le ministère des Affaires étrangères. Après trois semaines à la présidence d'un éphémère cabinet, il présente au président de la République sa démission, le 17 février.
Fallières, par la suite, occupe de nouvelles fonctions ministérielles de premier plan, entre 1883 et 1892, soit pendant neuf ans : ministre de l'Intérieur, puis de la Justice, et enfin de l'Instruction publique. Fallières est, entretemps, élu sénateur de Lot-et-Garonne, en 1890.

### Sénateur

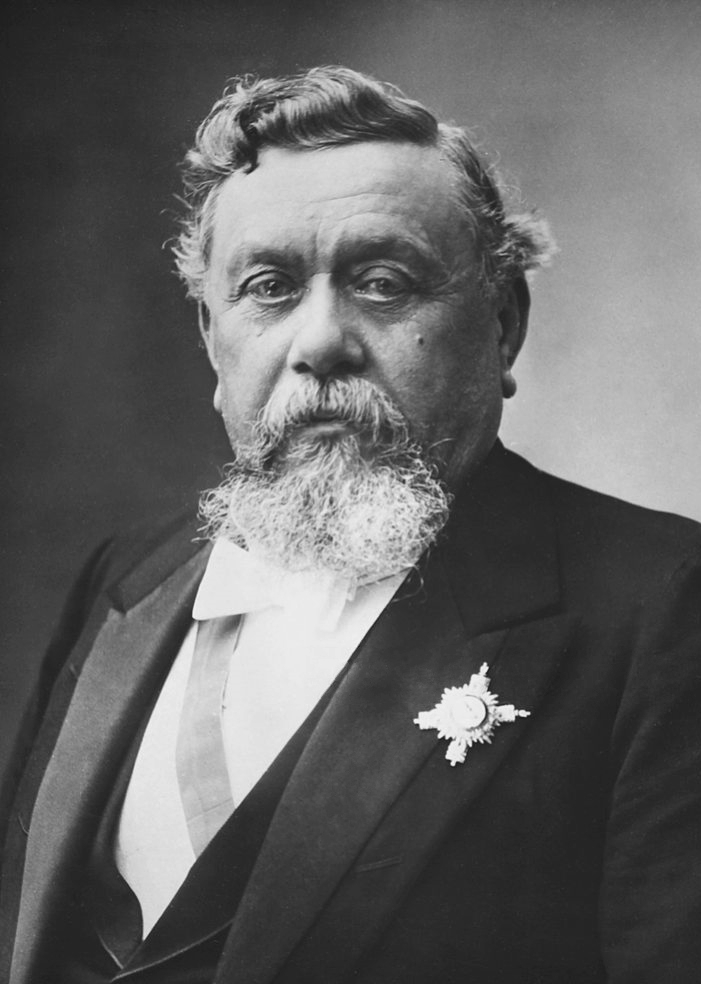
Portrait d’Armand Fallières alors président du Sénat.

Peu après son élection au Sénat, Fallières prend la décision de s’inscrire dans trois groupes parlementaires : la Gauche républicaine, l’Union républicaine et la Gauche démocratique. Lorsque cette pluralité de groupes n’est plus admise, il choisit finalement le groupe de la gauche démocratique, « le plus avancé des trois » selon le sénateur Fallières.
De 1892 à 1899, Fallières, simple sénateur, fait preuve d’une grande discrétion : il ne prend pas une seule fois la parole en séance publique, même s'il contribue beaucoup au travail parlementaire.
Le 1er mars 1899, il vote contre la « loi de dessaisissement » du président Louis Loew dans l’affaire Dreyfus. Deux jours plus tard, il est élu président du Sénat au 2e tour de scrutin. Il succède à ce poste à Émile Loubet, élu président de la République, auquel il succédera par ailleurs à l’Élysée, sept ans plus tard.
Fallières est constamment réélu président du Sénat jusqu’en 1906. C'est à ce titre qu'il préside la Haute Cour de justice, qui juge, en 1899, Déroulède, Buffet, Ramel et Godefroy pour l’affaire de la caserne de Reuilly, liée à la tentative de coup d'État pendant les obsèques du président Félix Faure.

### Président de la République

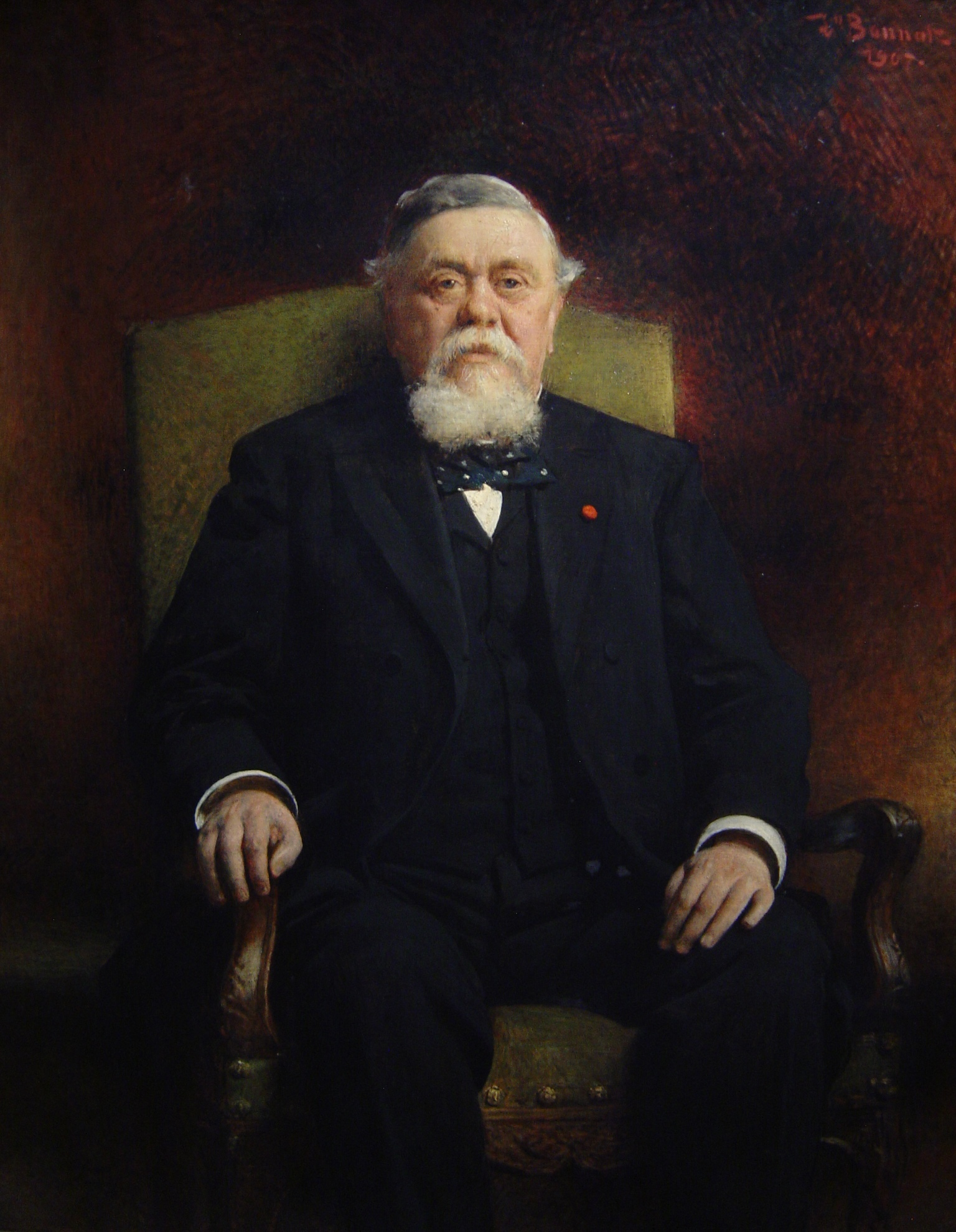
Portrait du président Fallières par Léon Bonnat (1907).

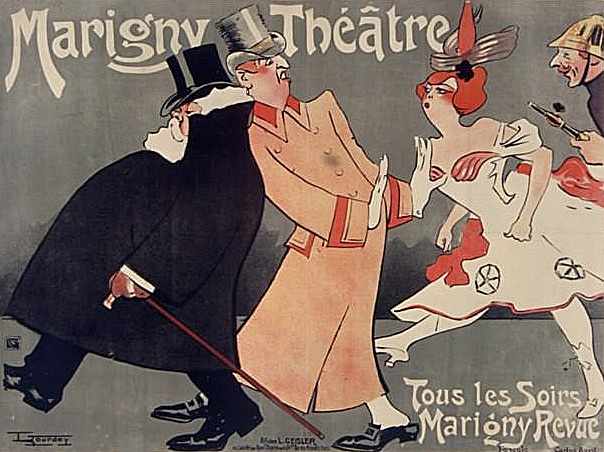
Affiche de Maurice Lefebvre-Lourdet pour le théâtre Marigny (1906).

Élu le 17 janvier 1906 avec 78 voix d’avance sur le radical Paul Doumer, il succède à Émile Loubet le 18 février 1906. Il devient ainsi le huitième président de la IIIe République.
Évitant d'occuper un rôle politique trop influent, comme le veut la tradition sous le régime alors en place, le nouveau président cherche à se poser en arbitre des luttes politiques et souhaite rapprocher la fonction présidentielle des Français. Aussi se déplace-t-il facilement en province, notamment sur ses terres du Sud-Ouest. En 1907, il inaugure à Marmande (Lot-et-Garonne) le monument commémoratif de Léopold Faye, homme politique local (maire de la ville puis conseiller général et président du conseil général de Lot-et-Garonne) décédé en 1900.
C'est durant la présidence de Fallières que prend fin l'affaire Dreyfus. En effet, par la loi du 13 juillet 1906, Dreyfus est réintégré partiellement dans l'armée, au grade de chef d'escadron (commandant). Le 4 juin 1908, les cendres du plus connu défenseur de Dreyfus, l'écrivain Émile Zola, sont transférées au Panthéon.

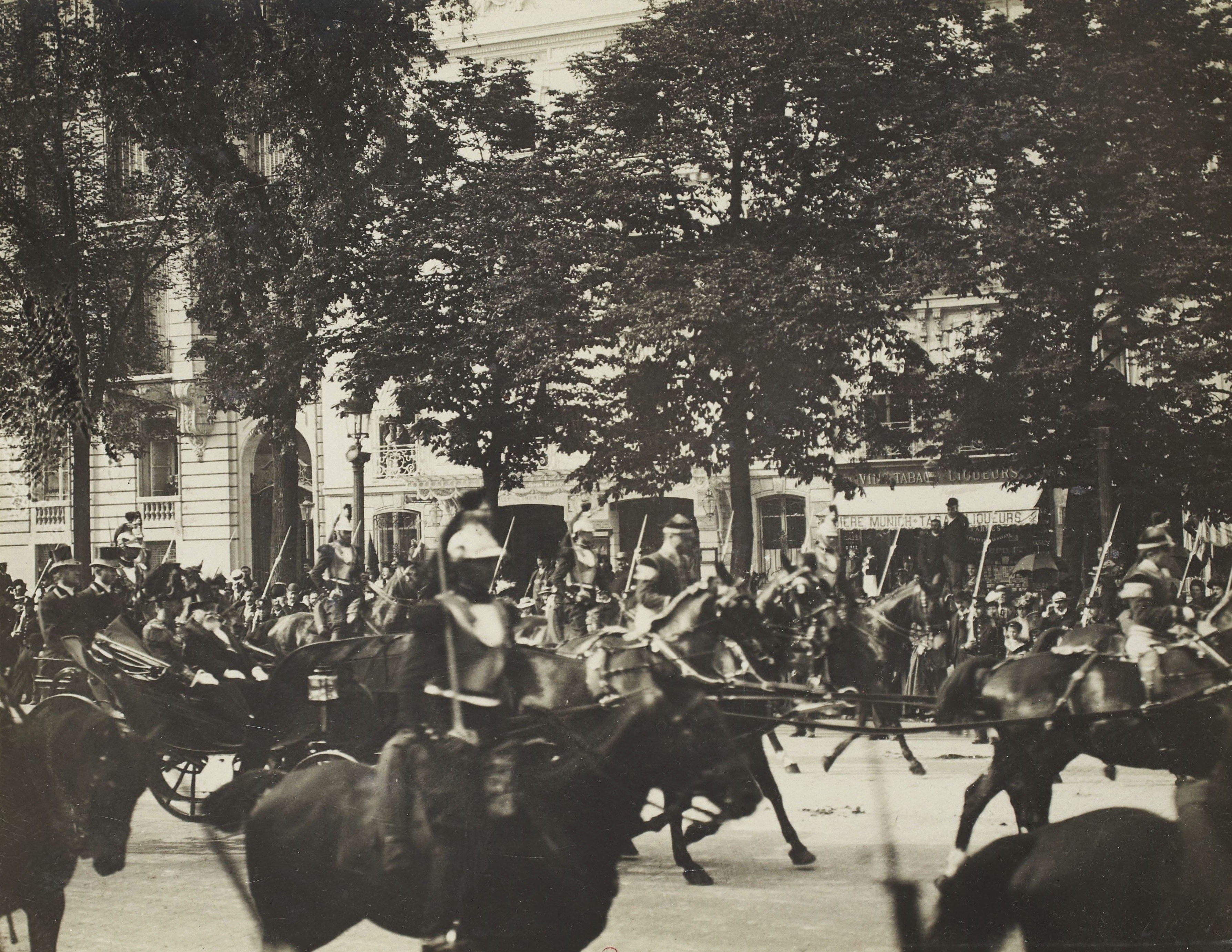
Armand Fallières et le roi Aakon VII de Norvège remontant les Champs-Élysées en juin 1907.

Opposant à la peine de mort, il gracie systématiquement les condamnés à mort pendant les premiers temps de son mandat. C'est d'ailleurs lors de son mandat, en 1908, qu'un projet de loi visant à l'abolition de la peine capitale est soumis à la Chambre des députés par le garde des Sceaux Aristide Briand, qui y affronte notamment le député nationaliste Maurice Barrès, partisan résolu de la peine de mort. Le projet n’est finalement pas voté, les députés et l'opinion publique y étant d'autant plus hostiles que la toute récente affaire Soleilland (1907) était encore dans les mémoires. Ce n'est que 73 ans plus tard que la peine de mort sera abolie en France, par la volonté d'un autre président de la République (François Mitterrand) et d'un autre garde des Sceaux (Robert Badinter).

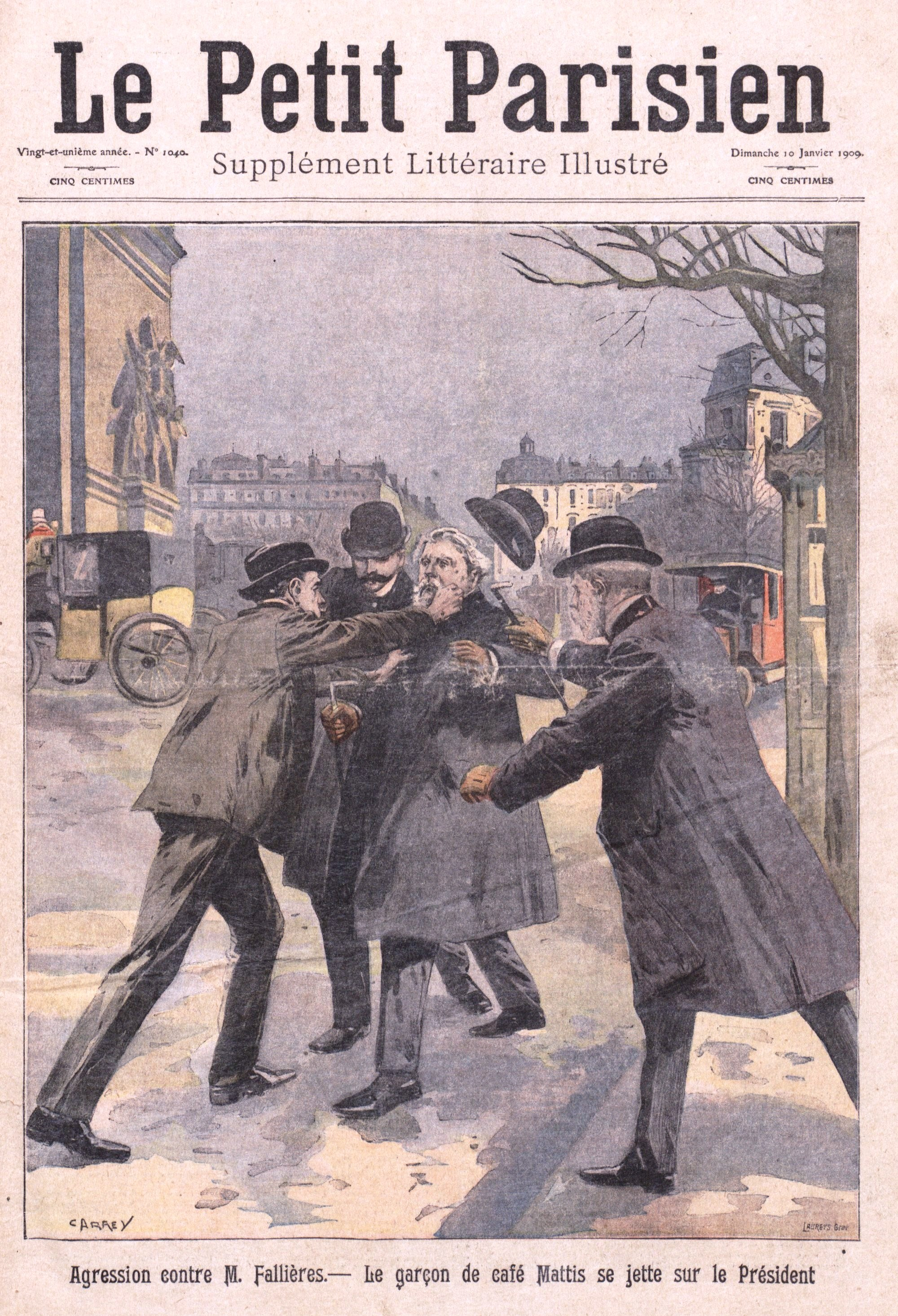
Agression de Fallières par Mattis (couverture du Petit Parisien illustré de Paul Carrey, 10 janvier 1909).

Le 25 décembre 1908, en effectuant une promenade sur les Champs-Élysées, un garçon de café, qui fut Camelot du roi, nommé Jean Mattis, se jette sur le président Fallières pour lui tirer la barbe. Mais Armand Fallières réagit en voyant l'énergumène, et est griffé au cou et à l'oreille droite. Jean Mattis est condamné à quatre années de prison.
La présidence Fallières est également une ère politique marquée par des progrès importants : un ouvrier gagne en moyenne 1 100 francs net annuels ; les savoirs fondamentaux — lecture, écriture, calcul — constituent le bagage du plus grand nombre. En 1902, une réforme adapte l’enseignement secondaire aux nécessités de la vie moderne en attribuant une plus grande place aux sciences et aux langues étrangères ; après le certificat d’études, plus de la moitié des enfants entrent dans la vie active dès treize ou quatorze ans.
Ceci étant, c'est sous la présidence de Fallières que le gouvernement de Georges Clemenceau, « le briseur de grèves », réprime durement certains mouvements, comme la révolte des vignerons du Languedoc. C'est également sous la présidence d'Armand Fallières et sous le gouvernement du même Clemenceau que les forces de police sont modernisées, notamment par la création des « Brigades du Tigre » (popularisées par la série télévisée à succès Les Brigades du Tigre).
À l'occasion des fêtes du cinquantenaire du rattachement de la Savoie à la France, le 4 septembre 1910, il visite la ville d'Aix-les-Bains et son train à crémaillère jusqu'au Mont-Revard.
En 1913 est votée la loi instaurant l'usage de l’isoloir lors des votes.
Très populaire, le président est affectueusement surnommé par les Français « le père Fallières » en raison de son apparence bonhomme.
Dans le domaine de politique internationale, le président Fallières travaille au renforcement de la Triple-Entente (France/Russie/Royaume-Uni) face à l'Empire allemand de Guillaume II et à la Triplice (Allemagne/Autriche-Hongrie/Italie).
En 1908, il se rend en visite officielle au Royaume-Uni où il rencontre le roi Édouard VII, oncle de l'Europe. La reine, née princesse de Danemark et sœur de la mère du tsar, est une prussophobe convaincue.
L'année suivante, le 31 juillet 1909, il rencontre le tsar de Russie Nicolas II lors de manœuvres de la marine à Cherbourg.

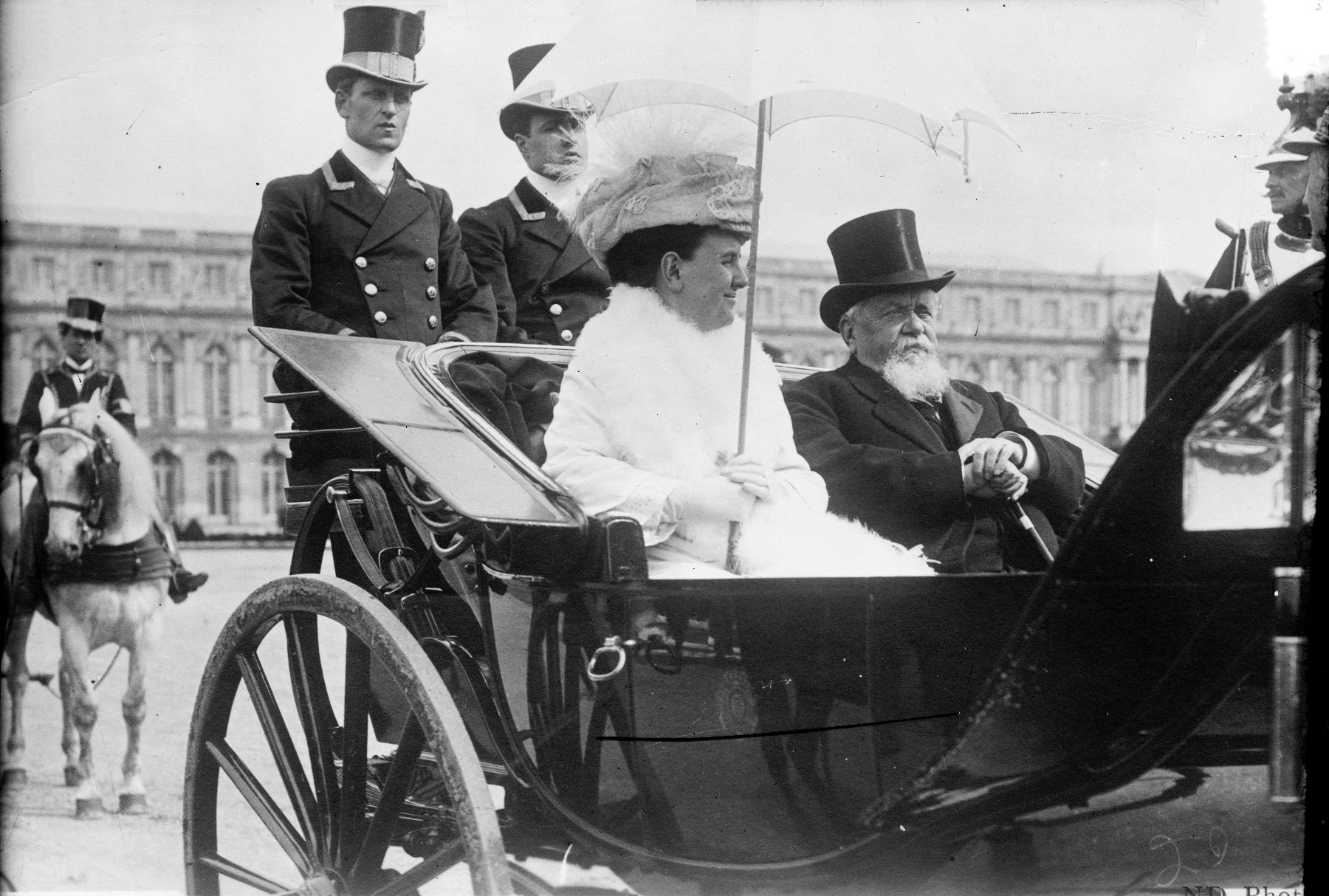
Le président Fallières aux côtés de la reine Wilhelmine lors de sa visite officielle en France (1912).

En 1911, sur fond de « seconde crise marocaine » (coup d'Agadir), alors que les troupes françaises commencent à occuper le Maroc que l'Allemagne convoite également, le président Fallières se rend en Belgique et aux Pays-Bas.
En mai 1911, c'est en Belgique qu'il se rend. Il y sonde les intentions du roi Albert Ier. En effet, le jeune souverain, monté sur le trône quelques mois plus tôt, membre d'une dynastie d'origine allemande, est marié à une nièce de l'empereur d'Autriche François-Joseph, allié de l'Allemagne.
Du 23 au 25 juin, il se rend à Rouen pour les fêtes du Millénaire normand.
En juillet de la même année, il se rend aux Pays-Bas. Ici aussi, la souveraine Wilhelmine est jeune et mariée à un prince allemand, oncle de la princesse impériale Cécile, belle-fille du Kaiser et future impératrice.
En 1912, il commet une gaffe dont les journalistes se font l’écho. Le 17 avril, il présente ses condoléances au roi George V et au président américain William Howard Taft, en hommage aux nombreuses victimes du naufrage du Titanic. Parti en vacances, il oublie en revanche d'adresser ses condoléances aux familles françaises endeuillées.

### Retraite
Le mandat présidentiel d'Armand Fallières se termine en 1913. Après réflexion, le chef de l'État sortant choisit de ne pas se représenter pour un second mandat de sept ans, justifiant sa décision par la phrase : « La place n'est pas mauvaise, mais il n'y a pas d'avancement. »
Retiré de la vie politique, l'ancien président Fallières prend le temps de se reposer dans sa résidence de Loupillon à Villeneuve-de-Mézin (Lot-et- Garonne), au milieu de son vignoble.

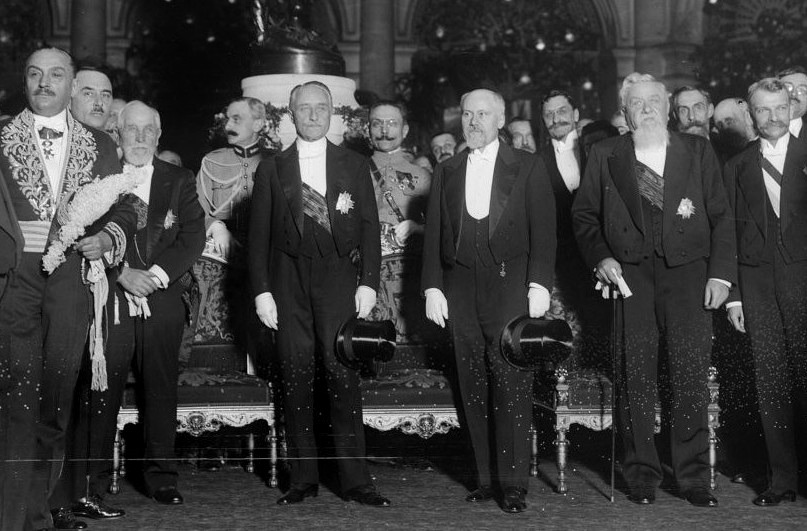
Armand Fallières avec les présidents Émile Loubet, Paul Deschanel et Raymond Poincaré (18 février 1920).

Pendant cette retraite, il fait un seul retour à Paris, lors de l’élection de Paul Deschanel à la présidence de la République. À cette occasion, il participe à une réception à l’hôtel de ville de Paris du nouvel élu avec les anciens présidents Raymond Poincaré et Émile Loubet.

### Mort et obsèques
Armand Fallières meurt dans sa résidence de Loupillon des suites d'une crise cardiaque, le 22 juin 1931, près de vingt ans après avoir quitté l'Élysée.
Le 23 juin 1931, Fernand Bouisson, président de la Chambre des députés, ouvre la séance de l’après-midi par une allocution pour faire l’éloge funèbre d’Armand Fallières. Pierre Laval, président du Conseil, s’associe par une prise de paroles à cet éloge. Pour le Sénat, c’est Albert Lebrun, en tant que président, qui prononça l’éloge et pour le gouvernement Léon Bérard, ministre de la Justice, s'associe à cet hommage. Le Sénat suspend la séance pendant une demi-heure en signe de deuil.
Ses obsèques se tiennent le 25 juin 1931 en l’église Saint-Jean-Baptiste de Mézin, en présence notamment du général Braconnier (chef de la maison militaire du président de la République et représentant Paul Doumer), de membres du gouvernement (Mario Roustan, ministre de l’Instruction publique, et Pierre Cathala, sous-secrétaire d'État à l'Intérieur), du président du Sénat, Lebrun. À l'issue de la cérémonie religieuse, des discours sont prononcés par Georges Leygues et Marraud, au nom du conseil général, et Mario Roustan au nom du gouvernement.
Armand Fallières est inhumé dans le caveau familial.
Son épouse, Jeanne, meurt en 1939.

## Détail des mandats et fonctions

### À la présidence de la République
- 18 février 1906 – 18 février 1913 : président de la République française

### Au gouvernement
- Sous-secrétaire d'État à l'Intérieur et aux Cultes du 17 mai 1880 au 14 novembre 1881 dans les gouvernements Charles de Freycinet I et Jules Ferry I
- Ministre de l'Intérieur du 7 août au 13 septembre 1882 dans le gouvernement Charles Duclerc
- Ministre de l'Intérieur et des Cultes du 13 septembre 1882 au 21 février 1883 dans les gouvernements Charles Duclerc et Armand Fallières
- Président du Conseil et ministre des Affaires étrangères (par intérim) du 29 janvier au 21 février 1883 dans le gouvernement Armand Fallières
- Ministre de l'Instruction publique et des Beaux-Arts du 20 novembre 1883 au 6 avril 1885 dans le gouvernement Jules Ferry II
- Ministre de l'Intérieur du 30 mai au 12 décembre 1887 dans le gouvernement Maurice Rouvier I
- Ministre de la Justice du 30 novembre 1887 au 3 avril 1888 dans les gouvernements Maurice Rouvier I (par intérim) et Pierre Tirard I
- Ministre de l'Instruction publique et des Beaux-Arts du 22 février 1889 au 17 mars 1890 dans le gouvernement Pierre Tirard II
- Ministre de la Justice et des Cultes du 17 mars 1890 au 27 février 1892 dans le gouvernement Charles de Freycinet IV

### Au Parlement
- 1876-1889 : député de Lot-et-Garonne
- 1890-1906 : sénateur de Lot-et-Garonne
- 1899-1906 : président du Sénat

### Au niveau local
- 1871-1874 ; mai 1877 - septembre 1877 : maire de Nérac (Lot-et-Garonne)
- 1871-1886 : conseiller général de Lot-et-Garonne, élu dans le canton de Nérac
- 1883-1886 : président du conseil général de Lot-et-Garonne

## Décorations

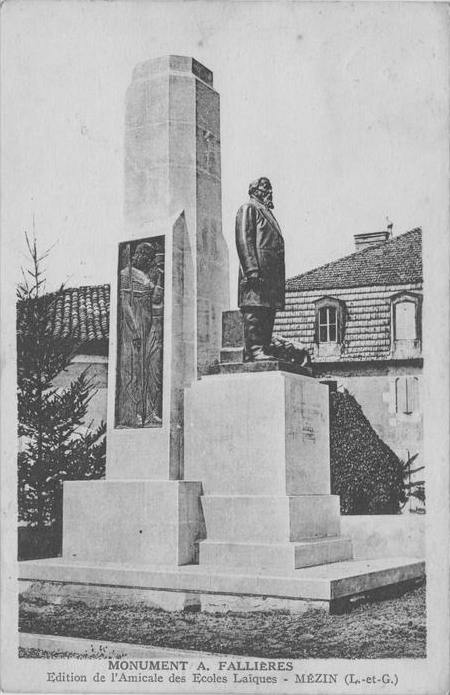
Monument, sculpture en bronze Armand Fallières 1938 (détruit en 1942 par le régime de Vichy).

- Grand-croix de la Légion d'honneur le 18 février 1906 et Grand maître de la Légion d'honneur de 1906 à 1913 en tant que président de la République.
- Chevalier Grand-croix avec collier de l'ordre de Charles IIIe, décerné en juin 1905  Espagne[17]
- Chevalier de l’ordre de Saint-André remis en 1908 par M. de Nélidoff, ambassadeur de Russie à Paris, avec une lettre de Nicolas II  Empire russe[18]
- Chevalier de l'ordre de l'Éléphant remis par le roi du Danemark lors de sa visite en France en juin 1907 Danemark[19]
- Grand-croix de l’ordre de Saint-Charles, 27 avril 1909  Norvège
- Grand-croix de l’ordre royal de Saint-Olav, avec collier, 13 octobre 1906  Monaco
- Chevalier de l’ordre suprême de la Très Sainte Annonciation, remis le 25 avril 1909 par le Duc de Gênes au nom du roi d’Italie  Royaume d'Italie[20]
- Chevalier grand-croix avec collier de l’ordre de Carol I[21],[22],[23] Royaume de Roumanie :
- Chaîne royale de Victoria, remis le 25 mai 1908 par le roi Edouard VII à Buckingham Palace  Royaume-Uni[24]
- Chevalier de l'ordre royal du Séraphin, 27 avril 1906  Royaume de Suède[25]
- ordre de la Dynastie Chakri, décerné le 20 juin 1907 à Rambouillet lors de la visite en France du roi de Siam  Thaïlande[26]
- Grand cordon de l'ordre de Léopold décerné par le roi de Belgique et remis le 15 avril 1910 par le Baron Guillaume, ministre de Belgique[27]
- Ordre du Chrysanthème décerné par l’Empereur du Japon et remis en juillet 1907 à Rambouillet par M. Kurino, ambassadeur du Japon[28]
- Grand-croix de l’ordre du Christ décernée par le roi du Portugal en 1905[29]
- Grand-croix de l’ordre de Saint-Etienne décernée par l’empereur François-Joseph en juin 1909[30]
- Grand-croix de l'ordre de Saint-Charles remis par le prince de Monaco en 1909[31]

Fallières reçoit 28 « distinctions honorifiques » pendant son septennat présidentiel, soit cinq de moins que sur l’exercice d'Émile Loubet

### Postérité
Dans sa ville natale, une statue de bronze de près d'une tonne fut édifiée, en 1938, en l'honneur du « patriarche de la République », selon l'expression de l'historien Jean-Pierre Koscielniak. Ce monument attira les foudres du gouvernement de Vichy qui souhaita le détruire, en 1942.
Encore de nos jours, Armand Fallières reste une grande figure locale de Lot-et-Garonne : le collège de Mézin porte son nom, ainsi que le lycée agricole de Nérac.
Une rue porte son nom à :
- Avion (62210 - Pas-de-Calais)
- Bon Encontre (47240 - Lot-et-Garonne)
- Château d'Olonne (85180 - Vendée)
- Clermont Ferrand (63100 - Puy-de-Dôme)
- Fouras (17450 - Charente-Maritime)
- Fumel (47500 - Lot-et-Garonne)
- Le Plessis Bouchard (95130 - Val-d'Oise)
- Marmande (47200 - Lot-et-Garonne)
- Montauban (82000 - Tarn-et-Garonne)
- Nérac (47600 - Lot-et-Garonne)
- Servian (34290 - Hérault)
- Talence (33400 - Gironde)
- Touët sur Var (6710 - Alpes-Maritimes)
- Villeneuve sur Lot (47300 - Lot-et-Garonne)
- Villeréal (47210 - Lot-et-Garonne)

Une place porte son nom à : 
- Agen     (47000 - Lot-et-Garonne)
- Damazan     (47160 - Lot-et-Garonne)
- Mézin     (47170 - Lot-et-Garonne)
- Nantes     (44000 - Loire-Atlantique)
- Puget     sur Argens (83480 - Var)
- Sos     (47170 - Lot-et-Garonne)
- Talence     (33400 - Gironde)
- Toulouse     (31100 - Haute-Garonne)
- Villenave     d'Ornon (33140 - Gironde)

Une impasse porte son nom à :
- Coulounieix Chamiers (24660 - Dordogne)
- Le Port (97420 - La Réunion)
- Le Tampon (97430 - La Réunion)